# 高橋直治 (実業家)

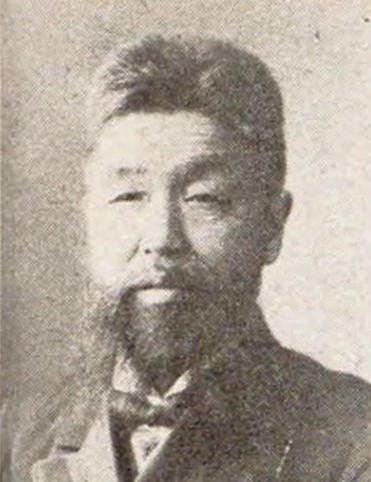
高橋直治

高橋 直治（たかはし なおじ、1856年3月4日（安政3年1月28日） - 1926年（大正15年）2月18日）は、明治から大正期の実業家、政治家。衆議院議員、貴族院多額納税者議員。

## 経歴
越後国刈羽郡石地村（現・柏崎市）で高橋喜惣八の長男として生まれる。1875年（明治8年）小樽に渡り荒物商の店員となる。1878年（明治11年）に独立し合羽荒物雑貨商を開業し、さらに米穀海産委託問屋、味噌醤油製造、石炭販売、精米所、回漕業を営んだ。1896年（明治29年）弟・喜蔵と共に高橋合名会社を組織し代表社員に就任。事業を米雑穀業に転換した。第一次世界大戦により日本からヨーロッパへ菜豆類の輸出が急増した際に、大量の大豆を貯蔵し直輸出を行い、日本やロンドン市場を左右するほどの影響を与えたことから「小豆将軍」と称された。
また、小樽町総代、小樽区会議員、北海道庁港湾調査会員、小樽商業会議所副会頭、同会頭、小樽共商会社取締役、小樽米穀株式外五品取引所理事長、小樽米穀取引所理事長、小樽委託業組合長、小樽海陸物産商組合長などを歴任。
1902年（明治35年）8月、第7回衆議院議員総選挙（北海道庁小樽区）で当選し、北海道初の衆議院議員の一人となる。その後、1910年（明治43年）1月の第10回総選挙補欠選挙 、1912年（明治45年）5月の第11回総選挙で再選され、衆議院議員を通算3期務めた。さらに、1925年（大正14年）北海道多額納税者として貴族院多額納税者議員に互選され、同年9月29日に就任したが、1926年2月、在任中に死去した。